# Georges Riond
Pour les articles homonymes, voir Riond.
Georges Jean Gilbert Riond (12 juin 1909 à Évian-les-Bains - 11 février 1997 à Groisy,), est un journaliste, patron de presse, dirigeant d'associations et homme politique français.

## Biographie
Fils d'un notaire (ou huissier de justice ?), élevé par ses grands-parents maternels, hôteliers à Lyon, bachelier en 1926, sorti diplômé de la faculté catholique de droit de Lyon et de l'École supérieure de commerce de Lyon en 1928, Riond milite dans cette ville aux Jeunesses patriotes. Il est l'un des fondateurs et le secrétaire général de la Phalange (groupe universitaire) lyonnaise des JP en 1925,,.
Riond entre comme secrétaire de la rédaction au Nouvelliste de Lyon en mai 1930, l'année de son mariage, alors qu'il est toujours membre des JP. Il quitte ce journal en 1932 et s'installe à Chambéry où il prend la direction de l'hebdomadaire Pays de Savoie. Il anime parallèlement le Centre de propagande des républicains nationaux (CPRN) de Chambéry et le Groupement républicain savoyard de 1932 à 1936,. Il se présente sans succès aux élections législatives à Chambéry en 1936 contre Pierre Cot.
Il constitue en novembre 1933 à Chambéry la Fédération française des périodiques républicains-nationaux, dont il est le délégué général,,. Son siège se situe dans les locaux d'un quotidien parisien lié au patronat et dirigé par Claude-Joseph Gignoux, La Journée industrielle. Il fonde avec Gignoux et avec l'appui d'André Tardieu une petite agence de presse, Presse-Union, qui diffuse un bulletin à destination de ces périodiques,,. La Fédération est renommée en décembre 1937 Syndicat des journaux et périodiques des départements (SJPD), présidé par l'ancien député Pierre de Monicault. Fort de l'appui de Gignoux, désormais président de la Confédération générale du patronat français, il donne au syndicat un organe trimestriel, Journaux de France (renommé Presse de France en 1939), qu'il dirige. Il passe un accord en février 1938 avec la toute nouvelle agence de presse Inter-France de Dominique Sordet, permettant d'adresser aux adhérents du syndicat un bulletin,,. Les deux hommes partagent un même anticommunisme. Riond devient d'ailleurs chef des informations puis en septembre 1939 rédacteur en chef-adjoint de l'agence de Sordet tandis que le siège du SJPD est transféré à celui de l'agence. Riond est aussi l'un des vice-présidents de la Fédération nationale des correspondants (FNC), issue de la Fédération française des correspondants républicains nationaux des journaux, liée au CPRN et désormais à Inter-France. Le SJPD, dont Riond est toujours le délégué général, tient son congrès en 1939, avec comme invité vedette Pierre Laval.
Riond anime en parallèle, à la fin des années 1930, les Jeunes de la Semaine du combattant et préside les Jeunes DRAC (Droits du Religieux Ancien Combattant), qui rassemblent des jeunes catholiques, protestants et juifs,.
Il est mobilisé en septembre 1939. Fait prisonnier, il réussit à s'évader en octobre 1940.
Sous l'Occupation, il est appelé au cabinet du secrétaire d'État à la jeunesse Georges Lamirand comme conseiller technique, tout en reprenant un temps son poste de rédacteur en chef adjoint d'Inter-France,. Il quitte en octobre 1940 cette agence, devenue une agence de presse collaborationniste.
Il est en février 1941 le chef des équipes et cadres de la France nouvelle, nouvelle appellation des Jeunes DRAC,, affirmant sa fidélité au maréchal Pétain et son attachement à la Révolution nationale. Il est aussi, successivement, membre de la Cour d'appel d'honneur, secrétaire permanent du comité civique et enfin secrétaire général adjoint chargé de l'action civique et sociale de la Légion française des combattants, en avril 1942. Il démissionne en juin 1942, suivant l'exemple de son ami François Valentin. Grâce à l'appui de Gignoux, il écrit ensuite des éditoriaux pour le quotidien lyonnais Le Salut public de septembre 1942 jusqu'en 1944,,. Il donne aussi des articles à France, « revue de l'État nouveau » fondée à Vichy en 1942,. Il reçoit du régime de Vichy la Francisque.
Il reçoit aussi la croix de guerre 39-45 (en mai 1940), la médaille des évadés et, en octobre 1945, la médaille de la Résistance.
Il affirme à la Libération et dans ses mémoires avoir intégré le réseau de résistance Jade en juillet 1942, avoir eu des activités clandestines notamment comme « chef de poste du SR Interallié » à partir de 1943, et présente des attestations de résistants. En 1943, il discute avec François Valentin, ancien des Jeunesses patriotes et ex-dirigeant de la Légion en rupture de ban, de projets d'accueillir des légionnaires dans la résistance.
Après la Libération, il bataille de 1944 à 1946 avec la Commission de la carte (de journaliste) qui l'a suspendu tout en reconnaissant une « sérieuse activité dans la Résistance qui lui a valu l'attribution de la médaille de la Résistance ». Il devient en 1946 le directeur de la propagande du Parti républicain de la liberté (PRL) mais il abandonne rapidement cette fonction, fin 1947,. Candidat aux élections législatives en juin 1946 dans la Mayenne, il est battu.
Il est désigné en décembre 1948 au titre du groupe du PRL membre de l'Assemblée de l'Union française, dont il devient le vice-président de décembre 1953 à janvier 1955.
Contacté dès 1948 par Roger Duchet, fondateur et principal animateur du Centre national des indépendants et paysans (CNIP), il intègre son comité directeur dès sa mise en place,. Ses liens avec les hommes politiques du CNIP lui valent des médailles comme la médaille militaire en 1951. Il est candidat sur une liste du CNIP aux élections législatives de 1951 en Haute-Savoie, sans succès,. Président du groupe des républicains indépendants, il se porte candidat en 1957, sans succès également, à la présidence de l'Assemblée de l'Union française, face à Albert Sarraut, président sortant. Il est aussi battu lors des élections législatives de novembre 1958 à Clamart, en banlieue parisienne.
De 1946 à 1950, il est vice-président de l'Association de la presse indépendante (c'est-à-dire de droite),, dont il est le fondateur. De 1947 à 1972, il assure les fonctions de président-directeur général des Journaux régionaux associés (JRA), petite agence de presse, organisée en société anonyme qui diffuse un bulletin d'informations et de commentaires de presse lancé en 1947 (« Les Journaux régionaux associés , Indep - Hebdo »). Il écrit ses éditoriaux, publiés par des petits journaux locaux. Riond organise des « déjeuners des Journaux régionaux associés » au cours desquels discourent des personnalités politiques invitées,,,,,,, ou des diplomates étrangers,. Il organise aussi des « Journées JRA » pour les dirigeants des journaux clients de l'agence.
Fondateur en 1951 à Evian des « Journées internationales de la presse », devenues en 1955 les « Biennales de l'information », il préside jusqu'en 1978 le conseil permanent de la Biennale internationale de l'information, qu'il a fondée - la manifestation a lieu dans une ville de province à destination des professionnels de l'information,,,,, - , et l'Association de la presse savoyarde, de 1978 à 1981. Il est aussi administrateur de l'Association syndicale professionnelle des rédacteurs en chef.
Membre du Conseil d’administration de l'Alliance française et de la Société financière pour la France et les pays d’outre-mer (SOFFO) d’Edmond Giscard d'Estaing, il succède à partir du 18 avril 1958 au diplomate René Massigli à la présidence du Comité central français pour l'Outre-Mer (CCFOM, héritier de l'Union coloniale française),,, qui devient en 1967 le Comité central du rayonnement français. Il en conserve la présidence jusqu'en 1988, tentant de le réorganiser après les décolonisations. Il institue des prix littéraires ou scientifiques, tel le prix Chateaubriand à partir de 1975, dont il préside le jury.
Il est membre du Conseil économique et social de 1959 à 1964.
Vice-président du comité national de la Radiodiffusion-télévision française de 1959 à 1964 puis vice-président du Comité des programmes de cet établissement de 1972 à 1974, il est désigné administrateur de l'Office de radiodiffusion-télévision française (ORTF) en 1972 et de la Régie française de publicité.
Maurice Genevoix lui remet les insignes de commandeur de la Légion d'honneur en 1978.
Correspondant de l'Institut de France (Académie des sciences morales et politiques) à partir de 1986, Riond est membre correspondant de l'Académie des sciences d'outre-mer et de l'Académie des sciences, belles-lettres et arts de Savoie et membre titulaire de l'Académie florimontane.
Il est le père de Macha Béranger.

## Publications
- Artilleur avec les Alpins, Paris, Sequana, 1941 (Lire le début en ligne)
- Tempête sur la Tunisie, 1954
- Chroniques d’un autre monde, France-Empire, 1979

## Distinctions
- Médaille des évadés[90]
- Médaille de la Résistance française[90]
- Croix de guerre 1939–1945[90]
- Commandeur de la Légion d'honneur[90]